# Óscar Cubillas Ramírez
Oscar Cubillas Ramírez (Lima, 5 de junio de 1938) es un artista peruano.
Nació en Lima. En su niñez se inició en el yoga y asistió a la Academia Concha en Lima, Perú, donde practicó Dibujo y Pintura con el poeta-pintor Alejandro Romualdo e interpretaba música popular en armónica y guitarra con diversos grupos.
Estudió formalmente música y violoncelo en el Conservatorio Nacional de Música, fue integrante fundador del "Coro del Estado" cantando como barítono. Se graduó en teatro  en el Instituto Superior de Arte Dramático de Lima con la obra Elektra de Esquilo del teatro clásico griego. Participó como guitarrista (electrik) de varias orquestas en programas de TV. En Huancayo, formó una orquesta femenina.
En Buenos Aires, Argentina, ganó un concurso internacional, donde realizó  estudios de perfeccionamiento en composición, musical y electro--acústica en el CLAEM (Centro Latinoamericano de Altos Estudios Musicales) del Instituto Torcuato di Tella dirigido por el compositor Alberto Ginastera y el ingeniero Fernando von Reichenbach en las décadas de 1967-68. Participó en el grupo de Jazz "Miller" practicantes del sistema de la Berklee College of Music, Boston, USA, con el trompetista Gerardo Chiarella entre otros.
En Europa continuó trabajos de composición musical en el Institut fur Neue Musik en Darmstadt, Alemania y recibió consejos personales del compositor Luigo Nono en Venecia, Italia. Participó de violonchelista en la Studente Philarmonie Orchestra en Tubingen, Alemania e impartió cursos de su "Sistema de Expresión Corporal" para cine--teatro. Dio conferencias del Arte Americano pre--colombino. En Figueras, España experimentó pintura con el Maestro Salvador Dalí. En Madrid dio conferencia de su trabajo musical en el CDMC (Centro para la Difusión de la Música Contemporánea), invitado por el LIEM (Laboratorio de Informática y Electrónica Musical).
En India realizó investigación de las pinturas tibetanas (mandalas) en Dharamshalá, las esculturas eróticas de los templos en Kahurajo y análisis de los trabajos del maestro Rabindranath Tagore en la Universidad del Arte "La Morada de la Paz" en Shantiniketan, Calcuta, mientras practicaba canto de "overtons" y las ragas del maestro Tanseng.
En Cuzco, Perú, investiga la lectura en quipus (herencia cultural Ahkakuour--Inka), ejecuta jazz como "cocktail--pianist" en restaurantes. Vende su invento el K´LEIDOFON, (un aparato-herramienta para hacer música), sus libros "Tantraman", "Arte Integral" y sus pinturas. Imparte sesiones de masaje y yoga al turismo. Su discípulo y compañero más connotado es Faure Dueñas Peña.

## Obras
- Cuarteto de cuerdas.
- Homenaje a M. L. King para percusión.
- "Juegos" (pa' Teresa)-1970 (vn., vc. y pn.)
- Atlántida para orquesta.
- Preludios para piano.
- Estudios para guitarra.
- Música incidental para teatro.
- Varias obras en Música electrónica.
- Kosmos I.
- Homenaje a Albert Einstein.
- Kosmos II Conjunción de Marte y la Tierra 2003.
- Homenaje a Immanuel Velikovsky
- Más de 500 pinturas diseminadas en Amerika y Europa ..